# Galatasaray Spor Kulübü 1962-1963
Questa voce raccoglie le informazioni riguardanti il Galatasaray Spor Kulübü nelle competizioni ufficiali della stagione 1962-1963.

## Stagione
Gündüz Kılıç guida il Galatasaray verso una stagione ricca di successi.
Il lungo campionato nazionale, diviso in due gironi, viene vinto dai giallorossi che prima ottengono la prima posizione nel proprio gruppo, poi conservano il primato anche nel torneo conclusivo per un totale di 42 incontri. La società di Galata trova il successo nella prima edizione della coppa nazionale sconfiggendo i rivali del Fenerbahçe con un doppio 2-1. A questi si aggiunge la vittoria della Coppa TDSY.
In Coppa dei Campioni i turchi escludono Dinamo Bucarest (4-1) e Polonia Bytom (4-2) prima di arrendersi al Milan (8-1) futuro vincitore del torneo.

## Rosa
| N. |                    | Ruolo | Calciatore       |
| -- | ------------------ | ----- | ---------------- |
|    | Turchia (bandiera) | P     | Turgay Şeren     |
|    | Turchia (bandiera) | D     | Candemir Berkman |
|    | Turchia (bandiera) | D     | Ahmet Berman     |
|    | Turchia (bandiera) | D     | Talat Özkarsli   |
|    | Turchia (bandiera) | C     | Bahri Altıntabak |
|    | Turchia (bandiera) | C     | Turan Dogangün   |
|    | Turchia (bandiera) | C     | Ergun Ercins     |
|    | Turchia (bandiera) | C     | Tarık Kutver     |

| N. |                    | Ruolo | Calciatore         |  |
| -- | ------------------ | ----- | ------------------ |  |
|    | Turchia (bandiera) | C     | Mustafa Yürür      |  |
|    | Turchia (bandiera) | A     | Kadri Aytaç        |  |
|    | Turchia (bandiera) | A     | Ayhan Elmastaşoğlu |  |
|    | Turchia (bandiera) | A     | Erdoğan Gökçen     |  |
|    | Turchia (bandiera) | A     | Uğur Köken         |  |
|    | Turchia (bandiera) | A     | Suat Mamat         |  |
|    | Turchia (bandiera) | A     | Metin Oktay        |  |
|    | Turchia (bandiera) | A     | Ibrahim Ünal       |  |